# Kociîne-Rozpasiivka, Bilokurakîne
Kociîne-Rozpasiivka (în ucraineană Кочине-Розпасіївка) este un sat în comuna Hladkove din raionul Bilokurakîne, regiunea Luhansk, Ucraina.

## Demografie
Componența lingvistică a localității Kociîne-Rozpasiivka
     Ucraineană (97,4%)
     Rusă (2,6%)
Conform recensământului din 2001, majoritatea populației localității Kociîne-Rozpasiivka era vorbitoare de ucraineană (97,4%), existând în minoritate și vorbitori de rusă (2,6%).